# Resolució 1843 del Consell de Seguretat de les Nacions Unides
La Resolució 1843 del Consell de Seguretat de les Nacions Unides fou adoptada per unanimitat el 20 de novembre de 2008. Després d'observar la situació a la República Democràtica del Congo, i seguint les recomanacions del Secretari General, el Consell va autoritzar un augment temporal de la força militar de la Missió de les Nacions Unides a la República Democràtica del Congo (MONUC) de fins a 2.785 efectius militars i la força de la seva unitat de policia formada a més de 300 persones fins al 31 de desembre de 2008. El consell també va subratllar que la durada de l'estada de les forces addicionals dependrà de la situació de seguretat a Kivu Nord i Kivu Sud.
El Consell va destacar que l'increment temporal del personal estava destinat a fer que la MONUC reforcés la seva capacitat per protegir els civils, reconfigurar la seva estructura i forces i optimitzar el seu desplegament. El representant de Sud-àfrica va donar suport a la resolució a causa del deteriorament de la situació a Goma i remarca la necessitat de l'avenç en solucions polítiques, així com al nomenament del president nigerià Olusegun Obasanjo per ajudar en el procés.